# 初音夢
初音 夢（はつね ゆめ、3月25日 - ）は、宝塚歌劇団花組に所属する娘役。
大阪府豊中市、関西学院中学部出身。身長158cm。愛称は「ゆうゆ」。

## 来歴
2017年、宝塚音楽学校入学。
2019年、宝塚歌劇団105期生として入団。入団時の成績は15番。宙組公演「オーシャンズ11」で初舞台。その後、花組に配属。
2024年、永久輝せあ・星空美咲トップコンビ大劇場お披露目公演「エンジェリックライ」で新人公演初ヒロイン。

## 主な舞台

### 初舞台
- 2019年4 - 5月、宙組『オーシャンズ11』（宝塚大劇場のみ）

### 花組時代
- 2019年8 - 11月、『A Fairy Tale -青い薔薇の精-』『シャルム!』
- 2020年7 - 11月、『はいからさんが通る』[注釈 1]
- 2021年1 - 2月、『NICE WORK IF YOU CAN GET IT』（東京国際フォーラム・梅田芸術劇場） − ジュディ
- 2021年4 - 7月、『アウグストゥス-尊厳ある者-』『Cool Beast!!』
- 2021年8 - 9月、『哀しみのコルドバ』『Cool Beast!!』（全国ツアー）
- 2021年11 - 12月、『元禄バロックロック』 - 新人公演：サツキ（本役:咲乃深音）『The Fascination（ザ ファシネイション）!』（宝塚大劇場）
- 2022年1 - 2月、『元禄バロックロック』『The Fascination（ザ ファシネイション）!』（東京宝塚劇場）
- 2022年3 - 4月、『冬霞（ふゆがすみ）の巴里』（ドラマシティ・東京建物 Brillia HALL） - オクターヴ
- 2022年6 - 9月、『巡礼の年〜リスト・フェレンツ、魂の彷徨〜』『Fashionable Empire』
- 2022年10月、『殉情（じゅんじょう）』（宝塚バウホール） - およし
- 2023年1月、『うたかたの恋』『ENCHANTEMENT（アンシャントマン）-華麗なる香水（パルファン）-』（宝塚大劇場）
- 2023年2 - 3月、『うたかたの恋』 - 新人公演：ソフィー・ホテック（本役：美羽愛）『ENCHANTEMENT（アンシャントマン）-華麗なる香水（パルファン）-』（東京宝塚劇場）
- 2023年4 - 5月、『二人だけの戦場』（梅田芸術劇場・東京建物 Brillia HALL） - ラチニナ
- 2023年7 - 10月、『鴛鴦歌合戦（おしどりうたがっせん）』 - 新人公演：八重（本役：帆純まひろ）[注釈 2]『GRAND MIRAGE!』
- 2023年11 - 12月、『BE SHINING!!』（昭和女子大学人見記念講堂・神戸国際会館）
- 2024年2 - 3月、『アルカンシェル』（宝塚大劇場）
- 2024年4 - 5月、『アルカンシェル』（東京宝塚劇場） - 新人公演：ジャンヌ（本役：朝葉ことの）
- 2024年7 - 8月、『Liefie（リーフィー）-愛しい人-』（日本青年館ホール・ドラマシティ） - ヤン[4]
- 2024年9 - 2025年1月、『エンジェリックライ』 - ファルファッラ、新人公演：エレナ（本役：星空美咲）『Jubilee（ジュビリー）』 新人公演初ヒロイン[2][3]
- 2025年3 - 4月、『儚き星の照らす海の果てに』（宝塚バウホール） - ルーシー・エヴァリー
- 2025年6 - 9月、『悪魔城ドラキュラ』 - リディ・ベルジェ、新人公演：半妖精（本役：彩葉ゆめ）／魔物女『愛, Love Revue!』
- 2025年11 - 12月、『DEAN』（ドラマシティ・日本青年館ホール）